# 柏村印刷
柏村印刷株式会社（かしむらいんさつ）は、島根県浜田市に本社を置く印刷会社である。

## 沿革
- 1912年（明治45年） - 創業
- 1956年（昭和31年） - 益田支店開設
- 1963年（昭和38年） - 石見支店開設
- 1965年（昭和40年） - 松江支店開設
- 1975年（昭和50年） - 関連会社、株式会社カシムラを広島市に開設
- 1993年（平成5年） - 株式会社カシムラを吸収合併、広島支店開設、東京支店開設
- 1996年（平成8年） - 大田支店開設
- 2005年（平成17年） - 大阪支店・江津出張所開設